# Alberto Bettiol
Alberto Bettiol (Poggibonsi, 29 de outubro de 1993) é um ciclista italiano, membro da equipa estadounidense EF Education First.

## Palmarés
2019
- Volta à Flandres[1]
- 2º no Campeonato da Itália Contrarrelógio
- 3º no Campeonato da Itália em Estrada

## Resultados nas Grandes Voltas e Campeonatos do Mundo
Durante a sua carreira desportiva tem conseguido os seguintes postos nas Grandes Voltas e nos Campeonatos do Mundo:
| Carreira           | 2014 | 2015 | 2016 | 2017 | 2018 | 2019 |
| ------------------ | ---- | ---- | ---- | ---- | ---- | ---- |
| Giro d'Italia      | -    | -    | 86º  | -    | -    | -    |
| Tour de France     | -    | -    | -    | 90º  | -    | 69º  |
| Volta a Espanha    | -    | -    | -    | -    | -    | -    |
| Mundial em Estrada | -    | -    | -    | 28º  | -    | 25º  |

-: não participa

Ab.: abandono

## Equipas
- Cannondale (2014)
- Cannondale (2015-2017)
  - Team Cannondale-Garmin (2015)
  - Cannondale Pro Cycling Team (2016-2017)
- BMC Racing Team (2018)
- EF Education First[2] (2019-)